# Ruskе arhitektе emigranti u Nišu
Rusке arhitektе emigranti u Nišu su živeli i radili već od 1918. godine, ubrzo nakon Oktobarske revolucije. Značajno su doprineli razvoju arhitekture Niša između dva rata.

## Arhitektura Niša između dva rata
Arhitektura Niša između dva rata obuhvata razdoblje od preko dve decenije stvaralaštva, koje se karakteriše periodom obnove starih stilova (1918-1932) i periodom novih stremljenja orijentisanih ka savremenom, modernom, arhitektonskom izrazu (1932-1941).
Upravo je ovo period kada su se u arhitekturi Niša desile velike promene.
Grad Niš u svom višemilenijumskom postojanju nije imao dinamičniji, kvantitativniji i kvalitativniji razvoj arhitekture i graditeljstva kao u periodu između dva rata, koji je ujedno i period usvajanja stilskih i konstriktivnih aspekata modernizma.
Veliki doprinos u razvoju arhitekture Niša u ovom razdoblju postigle su ruske arhitekte - emigranti. Politika Aleksandra Karađorđevića ovome je dosta doprinela, prihvatajući ih kao iskusne stvaraoce, dajući im mogućnost kreiranja na pozicijama ruskog akademizma u Kraljevini SHS.
Kao što je arhitektura Niša između dva rata podeljena na dva perioda, tako se i ruske arhitekte dele na predstavnike starije i mlađe generacije.

## Predstavnici starije generacije
Predstavnici starije generacije ruskih arhitekata arhitektonsku školu završili su u Rusiji i mogu se podeliti na one starije koji su u Rusiji radili u struci i one mlađe koji, pre emigracije, nisu imali vremena da u svojoj zemlji steknu praktično iskustvo.
Predstavnici starije generacije, u Nišu, a koji su projektovali u duhu akademizma i elekticizma:
- Julijan Djupon (рус. Юлиан Людвигович Дюпон), 1881-1935, kao najznačajniji, pa zatim
- Aleksandar Gercenovič (рус. Александр Герценович),
- Georgij Beljina (рус. Георгий Белина),
- Pavel Ljiler (рус. Павел Лилер).[4][5]

## Predstavnici mlađe generacije
U periodu od 1935-1941. u Nišu stvaraju i predstavnici mlađe generacije ruskih emigranata, koji su diplomirali u Beogradu i Zagrebu i bili pod jakim uticajem beogradske moderne arhitekture.
Mlađoj generaciji arhitekata pripadaju:
- Aleksandar Ivanovič Medvedev (рус. Медведевы Александр Иванович), 1900-1984, kao najznačajniji predstavnik mlađe generacije,
- Ignat Кravčenko (рус. Игнат Кравченко),
- Aleksandar Slastenka (рус. Александр Сластенка),
- Vsevolod Tatarinov (рус. Всеволод Александрович Татаринов),

U Nišu je u ovom periodu živelo i radilo oko dvadesetak arhitekata i inženjera ruske emigracije.